# Stagno di Piscaredda
Lo stagno di Piscaredda è una zona umida situata in prossimità della costa occidentale della Sardegna, all'altezza del golfo di Oristano. Ricade in parte in territorio di Cabras e in parte in quello di Nurachi.

Lo stagno ricade all'interno delle aree SIC (ITB030036) e ZPS (ITB034008) che condivide con gli stagni di Cabras, Mari 'e Sali, Pauli 'e Sali, Pauli Ludosu, Pauli Istai, Pauli Cuccuru Sperrau, Pauli Civas  e Pauli Trottas.